# گایساخ
گایساخ (به آلمانی: Gaißach) یک شهر در آلمان است که در بایرن واقع شده‌است.

## خصوصیات
گایساخ ۳۸٫۵۵ کیلومترمربع مساحت دارد ۷۳۵ متر بالاتر از سطح دریا واقع شده‌است.